# Subbayya Sivasankaranarayana Pillai
Subbayya Sivasankaranarayana Pillai (1901–1950) est un mathématicien indien spécialisé en théorie des nombres. Sa contribution au problème de Waring a été décrite en 1950 par K. S. Chandrasekharan comme « certainement son meilleur travail et l'une des meilleures réalisations en mathématiques indiennes depuis Ramanujan ».

## Biographie
Subbayya Sivasankaranarayana Pillai est le fils de Subbayya Pillai et Gomati Ammal, natifs de Nagercoil. Sa mère est morte un an après sa naissance, et son père est mort durant sa dernière année scolaire.
Pillai a passé sa scolarité au Scott Christian College de Nagercoil et a été diplômé du collège Maharaja, Trivandrum.
En 1927, Pillai a reçu une bourse de recherche à l'Université de Madras, et a travaillé avec les professeurs K. Ananda Rau et Ramaswamy S. Vaidyanathaswamy. Il a été de 1929 à 1941 à l'Université Annamalai où il a travaillé comme conférencier. C'est à l'Université Annamalai qu'il a effectué son travail majeur concernant le problème de Waring. En 1941, il est allé à l'Université du Kerala, et un an plus tard à l'Université de Calcutta en tant que conférencier (à la suite de l'invitation de Friedrich Wilhelm Levi).
Pour ses réalisations, il fut invité en août 1950 à être visiteur de l'Institute for Advanced Study, à Princeton, aux États-Unis. Il a également été invité à participer au Congrès international des mathématiciens de l'Université Harvard en tant que délégué de l'Université de Madras, mais il est décédé lors du crash du vol TWA 903 en Égypte sur le chemin de la conférence.

## Travaux
Il a prouvé le problème de Waring pour {\displaystyle k\geq 6} en 1935 sous la condition suivante {\displaystyle (3^{k}+1)/(2^{k}-1)\leq [1.5^{k}]+1} avant Leonard Eugene Dickson qui, à la même époque, l'a prouvé pour{\displaystyle k\geq 7.}
Il a montré que {\displaystyle g(k)=2^{k}+l-2} où {\displaystyle l} est le plus grand entier naturel {\displaystyle \leq (3/2)^{k}} et donc calculé la valeur précise de {\displaystyle g(6)=73}.
La suite de Pillai 1, 4, 27, 1354, ..., est une suite à valeurs entières à croissance rapide dans laquelle chaque terme est la somme du terme précédent et d'un nombre premier dont l'écart avec le nombre premier est plus grand que le terme précédent. Celle-ci a été étudiée par Pillai en relation avec la représentation des nombres en tant que sommes des nombres premiers.